# Герб комуни Уппландс-Весбю
Герб комуни Уппландс-Весбю (швед. Upplands Väsby kommunvapen) — символ шведської адміністративно-територіальної одиниці місцевого самоврядування комуни Уппландс-Весбю.

## Історія
Герб було розроблено для ландскомуни Уппландс-Весбю. Отримав королівське затвердження 1961 року.     
Після адміністративно-територіальної реформи, проведеної в Швеції на початку 1970-х років, муніципальні герби стали використовуватися лишень комунами. Цей герб був 1971 року перебраний для нової комуни Уппландс-Весбю.
Герб комуни офіційно зареєстровано 1974 року.

## Опис (блазон)
У синьому полі срібна церква, у срібній главі – три сині зубчасті колеса.

## Зміст
Церква з Гаммарбю є пам'яткою архітектури з ХІІІ століття. Зубчасті колеса символізують промисловість.      